# 觉洛乡
觉洛乡，是中华人民共和国四川省凉山彝族自治州美姑县下辖的一个乡镇级行政单位。2021年1月12日，撤销拖木乡，将其所属行政区域划归觉洛乡管辖。

## 行政区划
觉洛乡下辖以下地区：
觉洛村、帕古村、则峨村、地莫村、树千村和典阿尼村。